# Prescott (Arizona)
Prescott è una city degli Stati Uniti d'America, situata nella contea di Yavapai dello Stato dell'Arizona.